# Soprole
Soprole (Sociedad de Productores de Leche) est une société laitière chilienne fondée en 1949 à Santiago.